# Mandarria
La mandarria, almádena, almádana, machota, maza, marra, marrón, almágana, marro, mazo, maceta, comba, mona, mallo, combo, marreta o porra, es una herramienta similar a un martillo que consiste en una gran cabeza metálica introducida en el extremo de un palo de madera que se usa como mango. El mango largo combinado con una cabeza pesada permite que la mandarria coja impulso durante el balanceo y aplique una gran fuerza en comparación con los martillos diseñados para clavar clavos. Parecido al mazo, comparte la capacidad de distribuir la fuerza en un área amplia. Esto contrasta con otros tipos de martillos, que concentran la fuerza en un área relativamente pequeña. Suele usarse para romper piedras. El término mandarria es de origen naval, y se utiliza específicamente para denominar a un tipo de maza empleada para meter o sacar los pernos en los costados de los buques.

## Etimología
Deriva del italiano dialectal mannara que significa hacha, la cual deriva del latín securis manuaria que significa hacha manejable.

## Usos

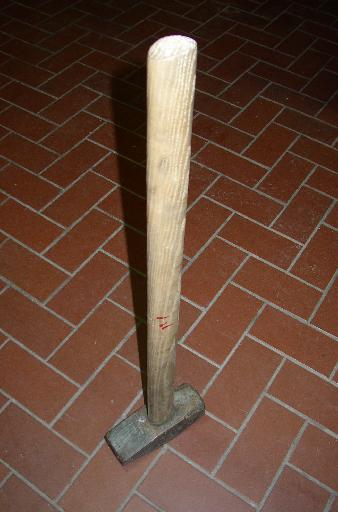
Una mandarria

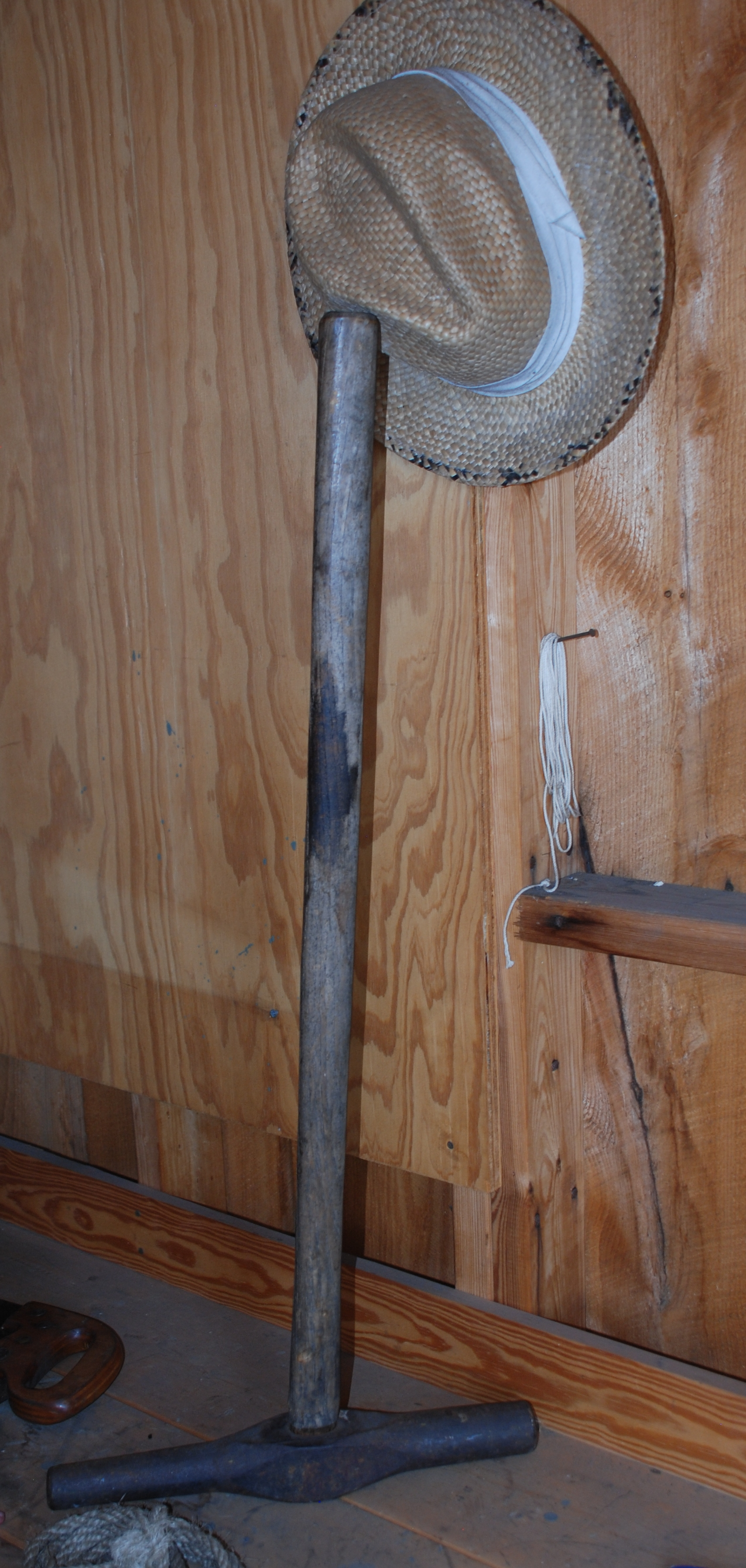
Un martillo clavador, utilizado tradicionalmente en el tendido de vías con traviesas de madera

El mango puede variar desde 50 centímetros (1' 7,70") hasta un 1 metro (3' 32/5") de largo, dependiendo de la masa de la cabeza. La masa de la cabeza suele ser 1 a 9 kilogramos (2,2 a 19,8 lb).  Las mandarrias modernas de trabajo pesado vienen con cabezas de 10 a 20 libras (4,5 a 9,1 kg). Generalmente requieren dos manos y un movimiento de balanceo que involucra todo el torso, en contraste con los martillos más pequeños que se usan para clavar clavos. La combinación de una gran amplitud de balanceo y una cabeza pesada aumenta la fuerza del impacto resultante.
Las mandarrias se utilizan a menudo en trabajos de demolición, para romper paneles de yeso o mampostería, y se emplean ocasionalmente hoy en día en operaciones de minería, en particular cuando se manejan herramientas manuales como cinceles. También se usan cuando se necesita una fuerza considerable para desalojar un objeto atrapado en todo tipo de actividades (desde granjas a campos petrolíferos), o para fracturar el hormigón. Otro uso común es para clavar en el suelo los postes de una cerca. Las fuerzas policiales las usan en redadas para poder entrar rápidamente por la fuerza en una propiedad, comúnmente a través de puertas. Fueron y siguen siendo utilizadas comúnmente por los herreros para dar forma a pesadas secciones de hierro. El servicio británico antiterrorista SAS utilizó mandarrias para acceder a las habitaciones durante el asedio de la embajada iraní de 1980. Sin embargo, hoy se utiliza una herramienta llamada "martillo dinámico", parecida a un ariete.
Otro uso de las mandarrias (cada vez menos frecuente, por la generalización del empleo primero de los tirafondos roscados y luego de las traviesas de hormigón) es para clavar los clavos que sujetan los carriles a los durmientes de madera durante la construcción de las vías de un ferrocarril. Cuando los dos extremos del ferrocarril Union Pacific se unieron en Promontory (Utah), el político republicano Leland Stanford martilló un clavo dorado conmemorativo en una traviesa con un martillo plateado. Los martillos clavadores utilizados en el tendido de vías con traviesas de madera tenían cabezas curvas que se iban estrechando hasta terminar en una cara plana de tan solo una 1 pulgada (25 mm) de ancho. Esta forma tan especial de la punta significaba que los operarios que manejaban este tipo de herramientas debían de ser fuertes, habilidosos y muy precisos, dado que la cabeza del clavo donde debía golpear el pico a menudo no era mucho más grande que una moneda pequeña. La forma curvada de la cabeza del mazo permitía mantener el mango alejado del riel, ya que los clavos se introducían pegados a la base del carril para sujetarlo firmemente.

## Tipos

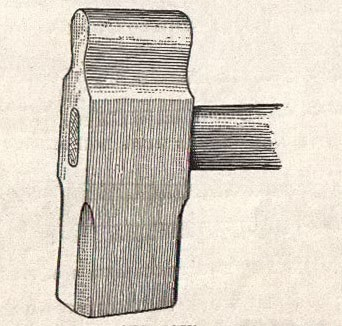
Una mandarria en un libro estadounidense de 1899

- Mandarria de cabeza y corte, que tiene uno de los extremos en forma de martillo y el otro termina en corte.
- Mandarria de corte, cuyos extremos terminan en filo cerrado para cortar las piedras.
- Mandarria de punta y cabeza, que tiene uno de los extremos puntiagudo y el otro redondo en forma de martillo.
- Mandarria de punta y corte, cuyos extremos terminan uno en punta y otro en un filo de corte y se emplea para los trabajos de cantería.[7]